# Sturgeons lag
Sturgeons lag är benämningen på ett engelskspråkigt modernt ordspråk. Det bygger på ett citat av science fictionförfattaren Theodore Sturgeon (1918–1985) och lyder:
| ” | Ninety percent of everything is crud. (Nittio procent av allt är skräp.) | „ |

Citatet, som Sturgeon själv kallade Sturgeons uppenbarelse, syftade på att om man med dåliga exempel kan hävda att nittio procent av science fiction-litteraturen är skräp så kan man på samma sätt visa att nittio procent av vad som helst är skräp.
Den första kända referensen till ”lagen” var i Venture Science Fiction Magazine i mars 1958, där Sturgeon skrev:
”I repeat Sturgeon’s Revelation, which was wrung out of me after twenty years of wearying defense of science fiction against attacks of people who used the worst examples of the field for ammunition, and whose conclusion was that ninety percent of SF is crud.” (”Jag upprepar Sturgeons uppenbarelse, som jag klämde ur mig efter att i tjugo år tröttsamt ha försvarat science fiction mot attacker från folk som använde genrens sämsta exempel som ammunition och vilkas slutsatser var att nittio procent av science fiction är skräp.”)
Enligt författaren William Tenn lade Sturgeon kommentaren redan 1951 eller 1952, vid en föreläsning på New York University.